# Red Swan
Red Swan (koreanischer Originaltitel: 화인가 스캔들) ist eine südkoreanische Serie, die von den Produktionsfirmen Studio&NEW und Taewon Entertainment für die Walt Disney Company umgesetzt wurde. In Südkorea fand die Premiere der Serie am 3. Juli 2024 als Original durch Disney+ via Star statt. Im deutschsprachigen Raum erfolgte die Erstveröffentlichung der Serie am selben Tag durch Disney+ via Star.

## Handlung
Oh Wan-soo ist eine ehemalige Weltklasse-Golferin, die aus ärmlichen Verhältnissen stammt. Sie heiratet in eine vermögende Familie ein, die hinter der einflussreichen Unternehmensgruppe Hwain steht. Für Oh Wan-soo ergibt sich zunehmend eine anhaltende Gefahrenlage. Um sie zu schützen, wird ihr der Kampfsportler Seo Do-yoon als Bodyguard an die Seite gestellt. Doch Seo Do-yoon verfolgt mit seiner Arbeit für Hwain ein weiteres Ziel: Er möchte den Tod eines Freundes aufklären, bei dem die Unternehmensgruppe mutmaßlich verstrickt sein soll. Nach und nach decken Oh Wan-soo und Seo Do-yoon schockierende Wahrheiten über die Machenschaften der Unternehmensgruppe Hwain und deren Strippenzieher auf.

## Besetzung
| Rolle         | Schauspieler  |
| ------------- | ------------- |
| Oh Wan-soo    | Kim Ha-neul   |
| Seo Do-yoon   | Rain          |
| Kim Yong-kook | Jung Gyu-woon |
| Kim Yong-min  | Go Yoon       |
| Jang Tae-ra   | Ki Eun-se     |
| Park Mi-ran   | Seo Yi-sook   |
| Han Sang-il   | Yoon Je-moon  |

## Episodenliste
| Nr. | Deutscher Titel | Originaltitel | Erstveröffentlichung (Südkorea) | Deutschsprachige Erstveröffentlichung (D/A/CH) |
| --- | --------------- | ------------- | ------------------------------- | ---------------------------------------------- |
| 1   | Folge 1         | 제 1화        | 3. Juli 2024                    | 3. Juli 2024                                   |
| 2   | Folge 2         | 제 2화        | 3. Juli 2024                    | 3. Juli 2024                                   |
| 3   | Folge 3         | 제 3화        | 10. Juli 2024                   | 10. Juli 2024                                  |
| 4   | Folge 4         | 제 4화        | 10. Juli 2024                   | 10. Juli 2024                                  |
| 5   | Folge 5         | 제 5화        | 17. Juli 2024                   | 17. Juli 2024                                  |
| 6   | Folge 6         | 제 6화        | 17. Juli 2024                   | 17. Juli 2024                                  |
| 7   | Folge 7         | 제 7화        | 24. Juli 2024                   | 24. Juli 2024                                  |
| 8   | Folge 8         | 제 8화        | 24. Juli 2024                   | 24. Juli 2024                                  |
| 9   | Folge 9         | 제 9화        | 31. Juli 2024                   | 31. Juli 2024                                  |
| 10  | Folge 10        | 제 10화       | 31. Juli 2024                   | 31. Juli 2024                                  |